# Vitālijs Maksimenko
Pour les articles homonymes, voir Maksimenko.
Vitālijs Maksimenko, né le 8 décembre 1990 à Riga en Lettonie, est un footballeur international letton, qui évolue au poste de défenseur à l'Olimpija Ljubljana.

## Biographie

### Carrière de joueur
Vitālijs Maksimenko dispute un match en Ligue des champions, et sept matchs en Ligue Europa.

### Carrière internationale
Vitālijs Maksimenko compte 38 sélections et 1 but avec l'équipe de Lettonie depuis 2013. 
Il est convoqué pour la première fois par le sélectionneur national Aleksandrs Starkovs pour un match amical contre le Japon le 6 février 2013 (défaite 3-0). Par la suite, le 31 mars 2015, il inscrit son premier but en sélection contre l'Ukraine, lors d'un match amical (1-1).

## Palmarès

### En club
- Avec le Daugava Riga
  - Champion de Lettonie de D2 en 2008

- Avec le Skonto Riga
  - Champion de Lettonie en 2010
  - Vainqueur de la Ligue balte en 2011
  - Vainqueur de la Coupe de Lettonie en 2012

### En sélection
- Vainqueur de la Coupe baltique en 2014